# Stradonice (Nižbor)
Stradonice – wieś w Czechach, w gminie Nižbor, w powiecie Beroun, w kraju środkowoczeskim.
Nad Stradonicami znajdują się pozostałości celtyckiego oppidum Stradonice.
Gmina Nižbor składasię z trzech części:
- Nižbor,
- Stradonice,
- Žloukovice.

## Położenie i opis
Wieś znajduje się na Wyżynie Krzywoklatskiej (cz. Křivoklátská vrchovina), w dorzeczu Berounki. Leży na wschód od Nižbora i na zachód od Hýskova. Historyczne centrum wsi znajduje się na prawym brzegu Berounki, pod Hradištěm (380 m n.p.m.). Nowe domy powstają w stronę Nižbora. Na lewym brzegu Berounki znajduje się osada chat. W Stradonicach znajduje się restauracja.

## Historia
Pierwsze osiedle celtyckie – oppidum Stradonice – powstało prawdopodobnie w II w. p.n.e.
Kolejne pochodzi z I-III w., czyli z okresu osiedlenia się plemion germańskich.
Pierwsza pisemna wzmianka pochodzi z zapisków żeńskiego klasztora św. Jerzego w Pradze z lat 1227 i 1233. Stradonice już wcześniej należały do klasztora, ale wcześniejsze dokumenty spłonęły w 1142 r.
W 1382 r. Stradonice zostały uznane przez króla Wacława IV za niepodzielną część państwa nižborskiego. Pozostały nią do 1848 r.
Kolejna wzmianka o wsi pochodzi z 1538 r., z tzw. rejestru nižborskiego (registru nižborskiego), w którym zapisano 11 poddanych ze Stradonic. Wymieniony został m.in. ród Krabców (cz. Krabců), który żyje w Stradonicach do dziś (dane z 2001 r.).
W 1721 r. został założony cmentarz. W latach 1771–1772, w czasie zarazy, niewielki cmentarz został powiększony. Przy cmentarzu stoi kaplica św. Liboriusa (cz. svatý Libor). Pierwotna drewniana kaplica została w 1838 r. przebudowana na drewniany kościół filialny.
2 sierpnia 1877 r. syn grabarza  Libora Lébra znalazł skarb – garnek z ok. 200 celtyckimi monetami. To znalezisko rozsławiło Stradonice i spowodowało gorączkę złota.
W 1902 r. zbudowano w Stradonicach grawitacyjny wodociąg.
W 1963 r. postawiono kładkę, którą zniszczyła powódź w 2002 r. Uroczyste otwarcie nowej nastąpiło 26 marca 2003 r.

## Atrakcje
- oppidum Stradonice
- kaplica św. Liboriusa
- grób Františka Nepila

## Legendy
Na Hradišti znajduje się krzyż zwany Prachovým krzyżem. Wiąże się z nim legenda o Franciszku Prachovym (cz. Františku Prachovi), który postawił tam chałupę i szukał złotego skarbu. Zabił go leśny duch Dyma, a chałupa spłonęła. O krzyżu się mówi, że stale zapada się w ziemię.

## Literatura
Viktor Palivec: Hájemství zelené: Výpravy do krajin tiché radosti a krásy, Středočeské nakladatelství a knihkupectví, 1. vyd., Praha 1981, 145, [2]